# Brjagovitsa
Brjagovitsa (bulgariska: Бряговица) är ett distrikt i Bulgarien.   Det ligger i kommunen Obsjtina Strazjitsa och regionen Veliko Tărnovo, i den centrala delen av landet, 210 km öster om huvudstaden Sofia.